# Каллен-Ансуорт, Лиэнн
Лиэнн Каллен-Ансуорт (урождённая Каллен, род. 1979, Великобритания) — британский морской учёный. В основном она известна своей работой по сохранению лугов с водорослями, которые отвечают за обеспечение продовольствием сотен миллионов людей. В 2023 году она была включена в число 100 самых влиятельных женщин по версии Би-би-си.

## Биография
Каллен-Ансуорт получила первую степень по морской биологии в Ньюкаслском университете, а затем соответствующую степень магистра в Бангорском университете. В 2007 году она защитила докторскую диссертацию в Эссекском университете, а затем поехала в Австралию для постдокторских исследований, финансируемых Государственным объединением научных и прикладных исследований.
Согласно её словам, они с Ричардом Ансуортом проводили исследования в Индонезии, уделяя особое внимание мангровым зарослям и кораллам, когда она обнаружила, что морские травы очень важны для поддержания жизни местных семей, так как являются для них основным источником белка. Это изменило направление их исследований. Со временем один из их учеников, Бенджамин Джонс, предложил им основать организацию (и благотворительную организацию) Project Seagrass. Каллен-Ансуорт была генеральным директором Project Seagrasses.
В 2017 году она утверждала, что морские травы могут быть полезны для поддержания морских коньков. В 2018 году она была главным автором статьи в журнале Science, призывающей к действиям по защите морских водорослей. Также цитируют её критику иногда происходящей в Великобритании очистки пляжей от водорослей, чтобы они выглядели более живописно, хотя водоросли являются ценной частью экосистемы.
Каллен-Ансуорт внесла свой вклад в исследование, которое показало, что морские травы важны при способе рыбалки, при котором продовольствие можно собирать с помощью базового снаряжения, в том числе голыми руками, на позволяющем стоять в воде мелководье. Исследование было опубликовано под открытой лицензией, позволяющей повторно использовать его без разрешения только при условии указания авторства. Промысел беспозвоночных распространен на приливных лугах с водорослями и обеспечивает продовольствием сотни миллионов людей.
В 2018 году она также была автором статьи, в которой предупреждалась об ущербе окружающей среде, нанесённом британской канализацией.
В 2024 году она была включена в список 100 женщин Би-би-си. Би-би-си подчеркнула её ключевую роль в создании проекта Seagrass и использовании подводных роботов для посадки семян, из которых могут вырасти новые морские водоросли. Проект Seagrass вёл переговоры с правительством Уэльса, которое включило их работу в свои планы по охране окружающей среды.